# TASUKI/青空
「TASUKI/青空」（たすき/あおぞら）は、若旦那の2枚目のシングルである。2011年10月26日発売。発売元はTank Top Records。

## 概要
- 今年3枚目のソロシングルで自身初の両A面シングル。
- 「TASUKI」のPVには7人の女性モデルが出演し、彼女らが一人ずつ出演するPVが7種類も制作され、動画サイトで公開された。なお出演したモデルは以下の通りである。
  - 荒木さやか
  - 小泉梓
  - 斉藤夏海
  - 根本弥生
  - 廣瀬麻伊
  - 峯村優衣
  - 八鍬里美
- 「青空」のPVにはお笑いコンビのタカアンドトシが出演。このPVにはタカアンドトシの実話を盛り込んでおり、若旦那が漫才のボケに挑戦している。
- DVDには、「TASUKI」と「青空」のPV（「TASUKI」は動画サイトで公開されたものとは別バージョン）と「Freedom 外伝 2011 in 宮崎」でのライブ映像が収録されている。

## 収録曲

### CD
1. TASUKI
（作詞・作曲：若旦那 / 編曲：大沢伸一）
  - オゾンネットワーク「SBY」テーマソング
  - 大沢伸一がサウンドプロデュースを担当している。
2. 青空
（作詞・作曲：若旦那 / 編曲：橘井健一、大沢伸一、CHIKA）
  - 弁護士法人アディーレ法律事務所タイアップソング。
  - TBS系『世界・ふしぎ発見!』エンディングテーマ。
3. TASUKI(Instrumental)
4. 青空(Instrumental)

### DVD
1. TASUKI Music Video(7 Tasuki Story Ver.)
2. 青空 Music Video
3. Freedom 外伝 2011 in 宮崎 LIVE
  1. いのち〜桜の記憶〜
  2. 守るべきもの
  3. 伝えたい事がこんなあるのに
  4. 何かひとつ
  5. 愛してる
  6. 青空